# 阿波爾洛尼夫卡 (薩赫諾夫希納區)
49°1′53″N 36°0′22″E / 49.03139°N 36.00611°E
阿波爾洛尼夫卡（烏克蘭語：Аполлонівка），是烏克蘭東部的村莊，隸屬哈爾科夫州的別列斯京區。該村始建於1870年，面積2.37平方公里，海拔高度103米，2001年人口437，人口密度每平方公里184.4人。